# Mieczysław Cisło

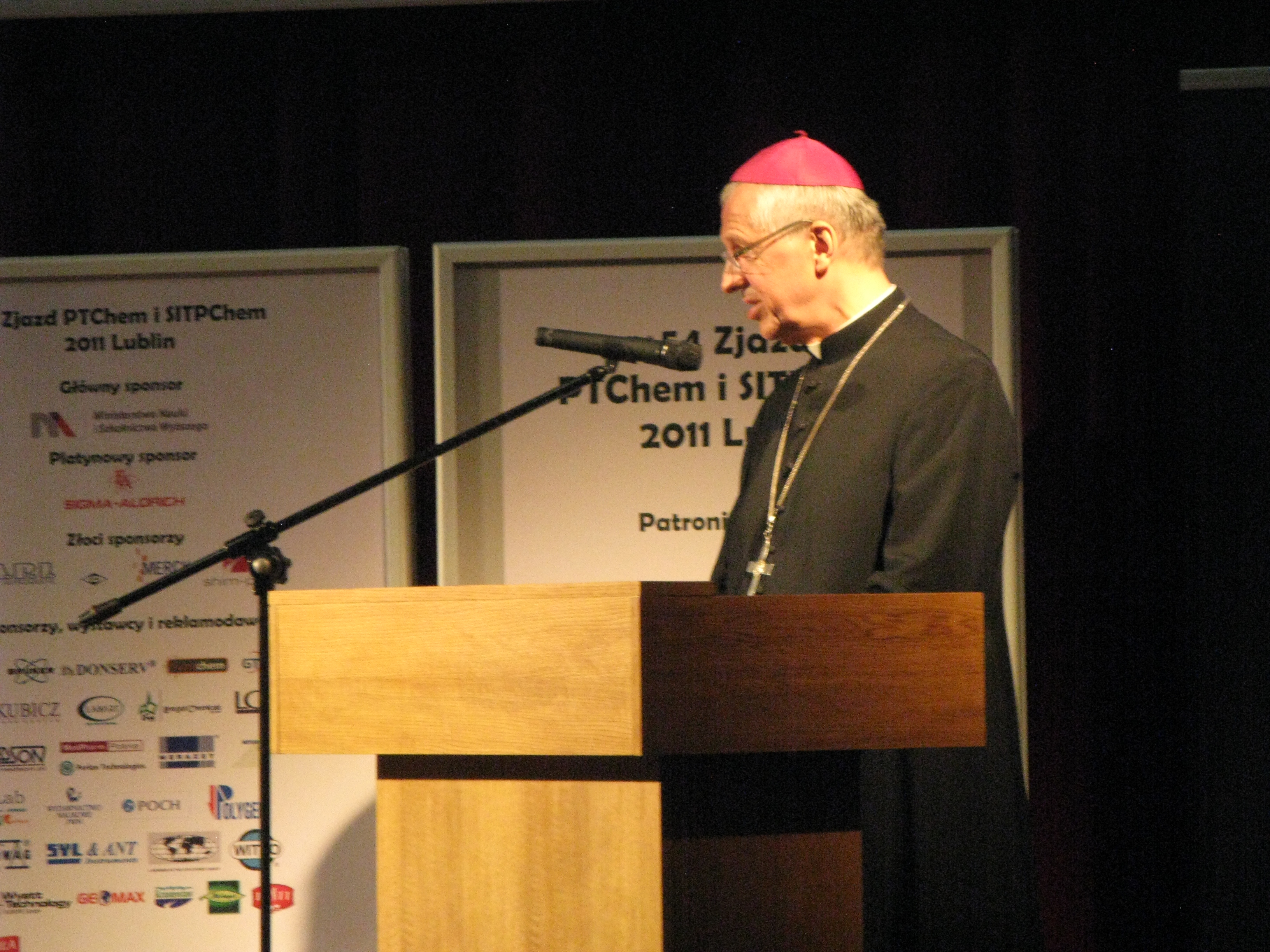
Weihbischof Mieczysław Cisło

Mieczysław Cisło (* 12. August 1945 in Niemirówek bei Tomaszów Lubelski, Polen) ist ein polnischer römisch-katholischer Geistlicher und emeritierter Weihbischof in Lublin.

## Leben
Mieczysław Cisło empfing am 14. Juni 1970 durch Bischof Piotr Kałwa das Sakrament der Priesterweihe für das Bistum Lublin.
Am 13. Dezember 1997 ernannte ihn Papst Johannes Paul II. zum Titularbischof von Auca und bestellte ihn zum Weihbischof in Lublin. Der Erzbischof von Lublin, Józef Życiński, spendete ihm am 2. Februar 1998 die Bischofsweihe; Mitkonsekratoren waren der emeritierte Erzbischof von Lublin, Bolesław Pylak, und der Apostolische Nuntius in Polen, Erzbischof Józef Kowalczyk.
Papst Franziskus nahm am 15. August 2020 seinen altersbedingten Rücktritt an.